# Nový Šaldorf-Sedlešovice
Nový Šaldorf-Sedlešovice – gmina w Czechach, w powiecie Znojmo, w kraju południowomorawskim. Według danych z dnia 1 stycznia 2022 liczyła 1 697 mieszkańców.